# Il commissario cade in trappola
Il commissario cade in trappola (titolo originale Borkmanns punktt) è un romanzo giallo dello scrittore svedese Håkan Nesser pubblicato in Svezia nel 1994.
È il secondo libro della serie che ha per protagonista il commissario Van Veeteren.
La prima edizione del romanzo è stata pubblicata nell'anno 2016 da Guanda.

## Trama
Mentre il commissario Van Veeteren si gode gli ultimi giorni di vacanza, riceve una telefonata dal commissario Bausen, suo collega della cittadina di Kaalgringen, in cui in pochi giorni sono state assassinate due persone. Il poliziotto chiede l'aiuto dell'esperto collega di Maardam per catturare quello che la stampa ha già battezzato "il Tagliateste". L'uomo infatti ha ucciso entrambe le vittime, uno spacciatore e un piccolo imprenditore, staccando loro la testa con una mannaia. Van Veeteren accetta di aiutare il collega e, mentre le indagini ristagnano, l'assassino colpisce ancora, stavolta abbandonando l'arma del delitto sul posto, come ad indicare che il suo compito si è concluso. Servirà tutto l'intuito del commissario per venire a capo della soluzione.

## Edizioni
- Håkan Nesser, Il commissario cade in trappola, traduzione di Carmen Giorgetti Cima, Guanda, 2016. ISBN 978-88-235-1353-2.
- Håkan Nesser, Il commissario cade in trappola, traduzione di Carmen Giorgetti Cima, TEA, 2018. ISBN 978-88-502-4880-3.